# Geert Ruygers
Gerardus (Geert) Johannes Nicolaas Maria Ruygers (Rotterdam, 21 augustus 1911 - Den Haag, 18 februari 1970) was een Nederlands politicus voor de Partij van de Arbeid.
Ruygers was een katholiek leraar Nederlands aan het Sint-Norbertus Lyceum in Roosendaal. In 1940 werd hij lid van de Nederlandse Unie en hoofdredacteur van het blad De Unie dat door deze beweging werd uitgegeven. In 1941 vertrok hij bij de Unie. Hij was later in de oorlog werkzaam voor de illegale krant Je maintiendrai. Na de oorlog brak hij via de Nederlandse Volksbeweging door naar de Partij van de Arbeid. Hij werd een van de leidende figuren binnen de Katholieke Werkgemeenschap van die partij. Hij werd in 1946 gekozen in de Tweede Kamer, waar hij tot zijn dood zou blijven.
Ruygers was jarenlang buitenlandwoordvoerder van de PvdA. Hij was een vurig pleitbezorger van ontwikkelingssamenwerking. Ook was hij lid van het bestuur van de katholieke vredesorganisatie Pax Christi, voor welke organisatie hij in 1966 het beleidsplan Met Pacem in Terris onderweg schreef.
- Biografisch Portaal: 07767045
- Digitale Bibliotheek voor de Nederlandse Letteren: ruyg005
- Gemeinsame Normdatei: 173318053
- International Standard Name Identifier: 0000 0003 6942 4226
- Nederlandse Thesaurus van Auteursnamen: 069221804
- Parlement.com: vg09ll6d04zz
- Virtual International Authority File: 238553766
- WorldCat: E39PBJrKRwYGhYkmVYh4cCVBfq